# Insomniac Games
Insomniac Games è una società statunitense dedita allo sviluppo di videogiochi con sede nella città di Burbank, nella Contea di Los Angeles (California). È stata fondata nel 1994 da Ted Price con il nome "Xtreme Software", e poi rinominata "Insomniac Games" un anno dopo. L'azienda è nota per aver sviluppato giochi di grande successo per PlayStation, come Spyro the Dragon (1998-2000), Ratchet & Clank, Resistance (2006-11) e Marvel's Spider-Man  (2018).
Il 19 agosto 2019, Insomniac viene acquisita da Sony, diventando quindi uno sviluppatore first-party.

## Storia

Il logo dell'azienda dal 2002 al 2017

Insomniac fu fondata nel 1994 come una casa indipendente. Il primo videogioco fu Disruptor, uno sparatutto in prima persona pubblicato il 20 novembre 1996, a cui sono seguiti altri sette giochi per PlayStation e PlayStation 2: tra questi si annoverano i tre capitoli classici della serie di Spyro the Dragon.
Lasciato il progetto Spyro, la compagnia ha ideato la serie Ratchet & Clank, il cui primo capitolo è stato il primo prodotto occidentale a essere ufficialmente venduto su PS2 in Giappone.
Insomniac sbarca su PS3 con un violento sparatutto in prima persona, Resistance: Fall of Man, di genere post-apocalittico, spesso paragonato ad Half-Life 2 per via dei nemici a forma di ragno. Sono poi seguiti tre sequel per Ratchet & Clank: Ratchet & Clank: Armi di distruzione, Ratchet & Clank: Alla ricerca del tesoro e Ratchet & Clank: A spasso nel tempo, usciti rispettivamente il 23 ottobre 2007, il 21 agosto 2008 e il 4 Novembre 2009. È stato pubblicato anche il sequel di Resistance: Fall of Man, Resistance 2, uscito a novembre 2008.
Il 25 maggio 2010, è stato annunciato che Insomniac Games avrebbe sviluppato un gioco multipiattaforma per PlayStation 3 e Xbox 360; il titolo, annunciato il 6 giugno 2011 all'E3 di Los Angeles, è Fuse, pubblicato da Electronic Arts.
Il 22 agosto 2010, al GamesCon sono stati annunciati i due giochi Ratchet & Clank: All 4 One e Resistance 3.
L'11 giugno 2013, durante il "Microsoft's E3 press event" è stato annunciato Sunset Overdrive, primo titolo pubblicato da Microsoft Studios per Xbox One il 28 ottobre 2014 e per Windows il 16 novembre 2018.
Il 7 settembre 2018 è uscito, come esclusiva PlayStation 4, Marvel's Spider-Man, annunciato precedentemente all'E3 2016. Il 30 novembre 2020 esce il sequel Marvel's Spider-Man: Miles Morales. Il 9 settembre 2021 ne viene annunciato il seguito, Marvel's Spider-Man 2, uscito il 20 ottobre 2023.
Sempre il 9 settembre 2021 è stato annunciato un altro videogioco nato dalla collaborazione Marvel e Insomniac Games dal titolo Marvel's Wolverine.

## Videogiochi
- Disruptor - 20 novembre 1996 - PS1
- Spyro the Dragon - 10 settembre 1998 - PS1
- Spyro 2: Gateway to Glimmer - 2 novembre 1999 - PS1
- Spyro: Year of the Dragon - 11 ottobre 2000 - PS1
- Ratchet & Clank - 4 novembre 2002 - PS2
- Ratchet & Clank 2: Fuoco a volontà - 11 novembre 2003 - PS2
- Ratchet & Clank 3 - 2 novembre 2004 - PS2
- Ratchet: Gladiator - 25 ottobre 2005 - PS2
- Resistance: Fall of Man - 17 novembre 2006 - PS3
- Ratchet & Clank: Armi di distruzione - 27 ottobre 2007 - PS3
- Ratchet & Clank: Alla ricerca del tesoro - 21 agosto 2008 - PS3
- Resistance 2 - 4 novembre 2008 - PS3
- Ratchet & Clank: A spasso nel tempo - 4 novembre 2009 - PS3
- Resistance 3 - 7 settembre 2011 - PS3
- Ratchet & Clank: Tutti per uno - 19 ottobre 2011 - PS3
- Outernauts - luglio 2012 - Facebook, Android, iOS
- Ratchet & Clank: QForce - 28 novembre 2012 - PS3, PS Vita
- Fuse - 31 maggio 2013 - PS3, Xbox 360
- Ratchet & Clank: Nexus - 22 novembre 2013 - PS3
- Sunset Overdrive - 28 ottobre 2014 - Xbox One, Microsoft Windows
- Slow Down, Bull - 20 aprile 2015 - Microsoft Windows
- Fruit Fusion - 2015 - Android, iOS
- Digit & Dash - 2015 - iOS
- Bad Dinos - 2015 - Android, iOS
- Ratchet & Clank - 20 aprile 2016 - PlayStation 4
- Song of the Deep - 12 luglio 2016 - PlayStation 4, Xbox One, Microsoft Windows
- Edge of Nowhere - 6 giugno 2016 - Oculus Rift
- Marvel's Spider-Man - 7 settembre 2018 - PlayStation 4, PlayStation 5 e Microsoft Windows
- Stormland - 2019 - Oculus Rift
- Marvel's Spider-Man: Miles Morales - 12 novembre 2020 - PlayStation 4, PlayStation 5 e Microsoft Windows
- Ratchet & Clank: Rift Apart - 11 giugno 2021 - PlayStation 5 e Microsoft Windows
- Marvel's Spider-Man 2 - 20 ottobre 2023 - PlayStation 5 e Microsoft Windows
- Marvel's Wolverine - TBA - PlayStation 5

## Persone chiave
- Ted Price (Presidente e CEO)
- Alex Hastings (Chief Technology Officer)
- Brian Hastings (Chief Creative Officer)
- Chad Dezern

## Insomniac Museum
In Ratchet & Clank: Fuoco a volontà e Ratchet & Clank 3 sono presenti luoghi segreti, visitabili solo ad un certo orario del giorno, e attivabili solo grazie a uno specifico teletrasporto: i Musei Insomniac. Situati rispettivamente sui pianeti Dantopia (riferimento a Dan Johnson) e di Burbank (il luogo dove si trova la sede dell'azienda), essi contengono armi, nemici, boss, veicoli, livelli e oggetti eliminati nelle versioni finali dei due capitoli, oltre a vari editor per poter creare e modificare funzionalità del gioco come proiettili, effetti ambientali, e altri ancora. Inoltre, in entrambi è presente un livello test per misurare le capacità di Ratchet sul salto sui muri, corsa e in genere ogni funzionalità legata alla fisica del protagonista. Spesso i contenuti che si potranno visitare saranno accompagnati da un commento audio e visivo dei programmatori del gioco.
Un altro Museo Insomniac è disponibile in Ratchet & Clank: A spasso nel tempo dopo aver sconfitto un boss opzionale. Questo contiene informazioni su contenuto tagliato dalla versione definitiva del gioco. Ancora una volta il Museo Insomniac fa la sua comparsa in Ratchet & Clank (2016).